# Zalalövő
Zalalövő è una città dell'Ungheria di 3.126 abitanti (dati 2007). È situata nella contea di Zala.

## Amministrazione

### Gemellaggi
- Oberaich
- Farra d'Isonzo
- Savignano sul Panaro
- Chibed